# Trading algorítmico
El trading algorítmico, o trading basado en reglas y procesos, es una modalidad de operación en mercados financieros (trading) que se caracteriza por el uso de algoritmos, reglas y procedimientos automatizados en diferentes grados, para ejecutar operaciones de compra o venta de instrumentos financieros. Es común relacionarlo con el trading automatizado, no todo el trading algorítmico es automático, pero todo el trading automático es algorítmico. Debido a que en la automatización está implícito el uso de reglas estrictas y parámetros en este último. Habitualmente la mayor parte de Trading Algorítmico en la actualidad es automático, especialmente cuando hablamos de instituciones financieras o de algoritmos de baja latencia. Quedando relegados los procesos manuales para operadores a largo plazo principalmente. Y no siempre estos procesos son efectivos, lo cual genera pérdidas a los inversores. Esto es recomendable para cuentas de bajas inversiones o en cuentas Cent o en su defecto de práctica.

### Historia deltradingalgorítmico
El trading algorítmico está asociado con los inicios de la computación, ya con los primeros ordenadores se ejecutaban modelos sencillos para intentar crear predicciones sobre el precio de acciones y bonos. En la década de 1960,  Van Tharp entre otros sientan las bases para la revolución del Trading Algorítmico y las finanzas informatizadas mediante la creación de modelos estadísticos para la gestión de carteras de inversión.
Estos avances continuaron con el tiempo, dando lugar a la siguiente revolución, dividida en dos partes, la primera, la posibilidad de hacer procesos de backtesting en ordenadores domésticos con la introducción de estos, primero mediante programación y después a través de softwares especializados. La otra fue la automatización de los exchanges financieros mediante la informática, lo cual introdujo la posibilidad de operar desde un ordenador para cualquier persona, sin necesidad de tener un corredor en la casa de cambio para obtener las acciones.

### Tradingalgorítmico en elsigloXXI
Usualmente, los algoritmos utilizados en trading algorítmico pueden utilizar una o varias fuentes de datos o entradas. Por ejemplo, es común que una entrada al menos sea el precio actual del activo financiero sobre el cual se pretende hacer trading algorítmico. También pueden ser entradas del algoritmo las noticias publicadas en sistemas como Bloomberg en tiempo real. También es usual que el trading algorítmico utilice información respecto del estado o microestructura del mercado, tal como subastas de apertura o cierre, subastas de volatilidad, límites de suspensión de especies, spreads mínimos entre cotizaciones, montos de variación mínima del precio y otras reglas que le dan estructura a los mercados de valores con el fin de evitar incurrir en operaciones fallidas o errores en la ejecución. Uno de los errores de ejecución más conocidos sucedió el 6 de mayo de 2010, lo que desencadenó una investigación federal que produjo un informe ampliamente detallado al respecto.
El trading algorítmico también utiliza operaciones aritméticas matemáticas o lógicas con diferentes grados de sofisticación que pueden ir desde los promedios móviles simples hasta modelos estocásticos que requieren capacidades computacionales altas para manejar el volumen de datos de entrada y la complejidad en las operaciones y reglas incluidas en el algoritmo, razón por la cual el trading algorítmico también se asocia frecuentemente con el trading cuantitativo. 
Una de las principales ventajas del trading algorítmico es que, al estar guiado por un conjunto de reglas o procedimientos que no involucran la emocionalidad humana, permiten evitar los sesgos conductuales más comunes entre los inversionistas, como son el exceso de confianza (overconfidence), los sesgos heurísticos, la aversión a la ambigüedad y la aversión al riesgo miope (myopic loss aversion), entre otros, identificados por el campo de las finanzas conductuales.
Por otro lado, el Trading Algorítmico también tiene sus desventajas, especialmente cuando hablamos del proceso de creación de Backtests o estudio de pautas y modelos con datos históricos, donde es común caer en errores no tan diferentes a los que podría producir un Trader Discrecional, como por ejemplo caer en el sesgo del superviviente, en el uso de datos históricos de mala calidad, procesos de sobreoptimización varios entre otros.